# Li Hongzhi
Li Hongzhi (ur. 13 maja 1951 w Gongzhuling, Jilin, Chiny) – założyciel Falun Gong (inaczej: Falun Dafa), systemu doskonalenia ciała i umysłu, powiązanego z tradycją qigong.
Li Hongzhi zapoczątkował Falun Dafa w 1992 r. w Changchunie, Jilin. W latach od 1992 do 1994 podróżował po Chinach dając wykłady oraz ucząc ćwiczeń Falun Gong. W 1999 roku, rząd chiński oszacował liczbę członków Falun Gong na ponad 70 milionów. Od lipca 1999 roku, rząd chiński zaczął przeprowadzać na szeroką skalę prześladowania Falun Gong. Obecnie Li Hongzhi mieszka w Nowym Jorku, USA.

## Życie w Chinach
Władze chińskie utrzymują, że Li uczęszczał do średniej szkoły w Changchunie w latach 1960–1969. Następnie miał pracować w wojskowej stadninie koni, być trębaczem w jednostce leśnej policji w prowincji Jilin, wreszcie - członkiem personelu hotelu podlegającego tej jednostce. Pomiędzy 1982 a 1991 rokiem pracował w dziale ochrony w miejscowym Przedsiębiorstwie Zbożowym Changchun. Według Time'a Li pracował jako sprzedawca ziarna w prowincji Liaoning, grał na trąbce orkiestrze policji leśnej w Jilin. „A potem napisał bardzo dziwną książkę, która wpłynęła na miliony”.
David Ownby, cytując biografię Li z wczesnych źródeł Falun Gongu, pisze że już w wieku czterech lat Li miał być uczniem Quan Jue, mistrza buddyjskiego dziesiątego pokolenia; pod jego kierunkiem, w wieku ośmiu lat, Li miał osiągnąć ponadnaturalne moce. Gdy Li miał dwanaście lat przejął go taoistyczny mistrz Baji zhenren (zhenren to określenie osoby oświeconej lub bardzo zaawansowanej w duchowych praktykach) i uczył sztuk walki oraz qigong, w których Li szybko osiągnął wielką biegłość. Jego trzecim nauczycielem, od 1972, miał być Zhen Daozhi, który uczył go "świadomości osobistej [...] pod jego kierunkiem Li wyzbył się wszelkich żądz i przestał zwracać uwagę na osobiste korzyści, swoje lub cudze" (D. Ownby, 2008, str.82-3). Wreszcie, od 1974, buddyjskich form praktyki nauczała go mistrzyni buddyjska.
Sam Li, poproszony o podanie nazwisk swoich nauczycieli, odpowiedział, że miał mistrzów w dwóch szkołach, ale odmówił ujawnienia ich imion.
Li Hongzhi założył Falun Gong i zapoczątkował działalność Falun Dafa w 1992 w Changchun, Jilin. Od 1992 do 1994 podróżował po Chinach, dając wykłady i nauczając praktyk Falun Gong. 
Urzędnicy odpowiedzialni za kontrolę nad praktykującymi i nauczającymi qigong, zaniepokojeni powodzeniem, jakie uzyskał Li, wywierali presję, by Li opuścił Chiny, co też zrobił w 1997 roku.

## Życie poza Chinami
Od 1998 Li Hongzhi mieszka w USA. Zwrócił na siebie uwagę treścią swoich wykładów, w których m.in. pośrednio lub bezpośrednio dawał do zrozumienia, że posiada „moce ponadnaturalne”. Maria Hsia Chang, opierając się na cytatach Li dotyczących głównie pośredniego czy bezpośrednie roszczenia sobie prawa do boskości, zasugerowała, że Falun Gong może pełnoprawnie być uznawany za religię. W wywiadzie dla Time Asia, zapytany czy jest istotą ludzką, Li stwierdził, że “Możecie myśleć o mnie jako o istocie ludzkiej.” Oświadczył też, że woli unikać dyskutowania własnej osoby "na wyższym poziomie". Zasugerował, że nie jest przybyszem z innej planety, i że aktywnie przeciwdziała ich działaniom na Ziemi, zmierzającym do podporządkowania sobie ludzkości przez jej stechnicyzowanie, a w ostatecznym rozrachunku - zastąpienie jej sztucznymi klonami ludzi.

## Amerykańscy krytycy
Margaret Singer, psycholog i specjalistka od kultów z Berkeley, stwierdziła, że Falun Gong pasuje do opisu "sekty". Rick Ross, konsultant ds. kultów stwierdził, że Li Hongzhi odpowiada jego definicji “przywódcy kultu” oraz że członkowie Falun Gong są poddawani procesowi "grupowej perswazji" i "reformy myśli". Z kolei proste porównanie opublikowane przez magazyn Time nie wskazuje, że Falun Gong jest "sektą".

## Relacje z chińskimi władzami
29 lipca 1999 roku, krótko po tym jak władze chińskie zakazały Falun Gong, Li został umieszczony na liście poszukiwanych, ponieważ "...zorganizował i wykorzystał “Stowarzyszenie Naukowe Falun Dafa” oraz organizację Falun Gong, by szerzyć uprzedzenia i fałszywe przekonania, by oszukiwać ludzi, co doprowadziło do śmierci wśród praktykujących". Został też oskarżony o organizację nielegalnych spisków, demonstracji i innych działań prowadzących do zakłócenia porządku społecznego.
W tym czasie Li Hongzhi mieszkał już Stanach Zjednoczonych. Wniosek o aresztowanie został wysłany przez Chiny do Interpolu, a jego paszport został cofnięty, uniemożliwiając mu podróżowanie. Interpol odrzucił żądanie władz chińskich, uzasadniając odmowę brakiem oskarżeń o charakterze kryminalnym i nieingerowaniem agencji w sprawy o charakterze religijnym i politycznym.
W Chinach nazwisko Li pozostaje na “czarnej liście” (chińskiej zapory internetowej), a niektórzy spośród praktykujących Falun Gong są trzymani w więzieniach albo Laogai (obozy pracy przymusowej). Niektórzy z nich zadenuncjowali go jako część ich procesu reedukacji.

## Nagrody
W 1992 i 1993 Falun Gong otrzymywał tytuł “Gwiazdy Qigong” na Asian Health Expo w Pekinie; źródła Falun Gong podają, że w 1993 r. Li Hongzhi otrzymał Nagrodę za "Przesuwanie Granic Nauki” oraz tytuł “Mistrza Qigong Najbardziej Oklaskiwanego Przez Masy” na Oriental Health Expo w Pekinie. Otrzymał też dyplom honorowy Fundacji Ministerstwa Bezpieczeństwa Publicznego, za dotacje przeznaczoną na walkę z przestępczością.
3 września 1999 roku, Li otrzymał honorowe obywatelstwo miasta Atlanta w stanie Georgia, jak również honorowe obywatelstwo tego stanu. Źródła Falungong wyliczają jeszcze wiele innych nagród i dowodów poparcia, z całego świata.

## Kontrowersje
Data urodzin
Władze chińskie twierdzą, że Li Hongzhi osobiście zmienił sobie datę urodzin na 13 maja 1951 r. czyli na 8 dzień czwartego miesiąca kalendarza lunarnego, wedle tradycji – datę urodzin Buddy Siakjamuniego i wyrobił sobie nowy dowód osobisty z tą fałszywą datą. W rzeczywistości miał się urodzić 7 lipca 1951 r.. Sam Li, w wywiadzie dla Time'a, przyznał się do zmiany daty, ale twierdził, że jedynie poprawił błąd urzędników z czasów rewolucji kulturalnej. Stwierdził też, że nigdy nie podawał się za Buddę i że jest "zwykłym człowiekiem". David Ownby podaje 27 lipca 1951 jako datę narodzin Li Hongzhi.
Majątek osobisty
Wall Street Journal ujawnił nabycie przez Li domu w Nowym Jorku wartego $293,500 w 1998 roku, krótko po przybyciu do USA, i potem, w 1999 roku, drugiego, wartego $580,000 w New Jersey. Chińskie media oskarżały Li Hongzhi o wielkie dochody ze sprzedaży książek i wykładów: jego dochód w 1997 r. miał wynosić ok. 1,2 mln USD. Li twierdził, że choć dochody z praw autorskich pozwalają mu na wygodne życie, szacunki powyższe są zawyżone. Zwłaszcza książki wydawane w Chinach nie przynoszą dochodu, bo są to z reguły wydania pirackie. 
John Sun, zamożny praktykujący Falun Gong nowojorczyk, utrzymuje, iż podstępem skłonił żonę Li do podpisania aktu własności domu w New Jersey, wiedząc że Li i jego żona odmówiliby tak hojnego podarunku.